# Liste der Kulturdenkmäler in Ober-Ramstadt
Die folgende Liste enthält die in der Denkmaltopographie ausgewiesenen Kulturdenkmäler auf dem Gebiet  der Gemeinde Ober-Ramstadt, Landkreis Darmstadt-Dieburg, Hessen.
Hinweis: Die Reihenfolge der Denkmäler in dieser Liste orientiert sich zunächst an Ortsteilen und anschließend der Anschrift, alternativ ist sie auch nach der Bezeichnung oder der Bauzeit sortierbar.
Kulturdenkmäler werden fortlaufend im Denkmalverzeichnis des Landes Hessen durch das Landesamt für Denkmalpflege Hessen auf Basis des Hessischen Denkmalschutzgesetzes (HDSchG) geführt. Die Schutzwürdigkeit eines Kulturdenkmals hängt nicht von der Eintragung in das Denkmalverzeichnis des Landes Hessen oder der Veröffentlichung in der Denkmaltopographie ab.

Das Vorhandensein oder Fehlen eines Objekts in dieser Liste ist keine rechtsverbindliche Auskunft darüber, ob es Kulturdenkmal ist oder nicht: Diese Liste entspricht möglicherweise nicht dem aktuellen Stand der offiziellen Denkmaltopographie. Diese ist für Hessen in den entsprechenden Bänden der Denkmaltopographie Bundesrepublik Deutschland und im Internet unter DenkXweb – Kulturdenkmäler in Hessen einsehbar. Auch diese Quellen sind, obwohl sie durch das Landesamt für Denkmalpflege Hessen aktualisiert werden, nicht immer aktuell, da es im Denkmalbestand immer wieder Änderungen gibt.
Eine verbindliche Auskunft erteilt allein das Landesamt für Denkmalpflege Hessen.
Nutze diese Kartenansicht, um Koordinaten in der Liste zu setzen. In dieser Kartenansicht sind Kulturdenkmale ohne Koordinaten mit einem roten bzw. orangen Marker dargestellt und können in der Karte gesetzt werden. Kulturdenkmale ohne Bild sind mit einem blauen bzw. roten Marker gekennzeichnet, Kulturdenkmale mit Bild mit einem grünen bzw. orangen Marker.

## Kulturdenkmäler nach Ortsteilen

### Ober-Ramstadt
| Bild | Bezeichnung                          | Lage                                                          | Beschreibung | Bauzeit | Objekt-Nr. |
| --- | ------------------------------------ | ------------------------------------------------------------- | --- | ------- | ---------- |
| Direkt Bild zu diesem Denkmal hochladen                                                                              | Gesamtanlage Prälat-Diehl-Straße     | Koordinaten fehlen! Hilf mit.                                 | |         |            |
| Denkmalgeschütztes Gebäude in Ober-Ramstadt, Bachgasse 1                                                             |                                      | Bachgasse 1 LageFlur: 1, Flurstück: 600/6                     | Fachwerkhaus Bachgasse 1, heute Restaurant Sombrero |         |            |
| weitere Bilder | Bahnhofsgebäude                      | Bahnhofstraße LageFlur: 35, Flurstück: 166/24                 | |         |            |
| Denkmalgeschütztes Gebäude in Ober-Ramstadt, Brückenstraße 1                                                         |                                      | Brückengasse 1 LageFlur: 1, Flurstück: 522                    | |         |            |
| weitere Bilder | Villa im Park                        | Baustraße 41 LageFlur: 1, Flurstück: 417/3                    | |         |            |
| Denkmalgeschütztes Gebäude in Ober-Ramstadt, Baustraße 41a                                                           |                                      | Baustraße 41a LageFlur: 1, Flurstück: 417/3                   | |         |            |
| Denkmalgeschütztes Gebäude in Ober-Ramstadt, Baustraße 88                                                            |                                      | Baustraße 88 LageFlur: 42, Flurstück: 200/51                  | |         |            |
| Denkmalgeschütztes Gartenhaus in Ober-Ramstadt, Baustraße 88                                                         |                                      | Baustraße 88 LageFlur: 42, Flurstück: 200/51                  | |         |            |
| Denkmalgeschütztes Gebäude in Ober-Ramstadt, Claude Monet Weg 2-4 ehem. Röhr-Villa                                   |                                      | Claude-Monet-Weg 2-4 LageFlur: 1, Flurstück: 1042/123         | |         |            |
| weitere Bilder | Rathaus                              | Darmstädter Straße 29 LageFlur: 1, Flurstück: 385/1           | |         |            |
| Denkmalgeschütztes Gebäude in Ober-Ramstadt, Darmstädter Straße 41                                                   | Wohnhaus                             | Darmstädter Straße 41 LageFlur: 1, Flurstück: 528/3           | | um 1800 |            |
| Wohnhaus | Wohnhaus                             | Darmstädter Straße 42 LageFlur: 1, Flurstück: 163/3           | | 1899    |            |
| Denkmalgeschütztes Gebäude in Ober-Ramstadt, Darmstädter Straße 55-57                                                | Eichelmann-Mühle                     | Darmstädter Straße 55/57 LageFlur: 1, Flurstück: 642/4, 642/3 | |         |            |
| Denkmalgeschütztes Gebäude in Ober-Ramstadt, Darmstädter Straße 65                                                   |                                      | Darmstädter Straße 65 LageFlur: 1, Flurstück: 119/2           | |         |            |
| Denkmalgeschütztes Gebäude in Ober-Ramstadt, Darmstädter Straße 78                                                   |                                      | Darmstädter Straße 78 LageFlur: 1, Flurstück: 562             | |         |            |
| Denkmalgeschütztes Gebäude in Ober-Ramstadt, Darmstädter Straße 90                                                   | Wohnhaus                             | Darmstädter Straße 90 LageFlur: 1, Flurstück: 590             | |         |            |
| Denkmalgeschütztes Gebäude in Ober-Ramstadt, Entengasse 4                                                            | Hofreite, Scheune                    | Entengasse 4 LageFlur: 1, Flurstück: 523/1                    | |         |            |
| Denkmalgeschütztes Gebäude in Ober-Ramstadt, Ernst Ludwig Str 1                                                      |                                      | Ernst-Ludwig-Straße 1 LageFlur: 1, Flurstück: 731/10          | |         |            |
| Denkmalgeschütztes Gebäude in Ober-Ramstadt, Ernst Ludwig Str 3                                                      |                                      | Ernst-Ludwig-Straße 3 LageFlur: 1, Flurstück: 731/11          | |         |            |
| Denkmalgeschütztes Gebäude in Ober-Ramstadt, Ernst Ludwig Str 16                                                     |                                      | Ernst-Ludwig-Straße 16 LageFlur: 1, Flurstück: 759/3          | |         |            |
| Denkmalgeschütztes Gebäude in Ober-Ramstadt, Grafengasse 15                                                          |                                      | Grafengasse 15 LageFlur: 1, Flurstück: 672/4                  | |         |            |
| weitere Bilder | Hammermühle                          | Hammergasse 9, 11 LageFlur: 1, Flurstück: 401/13              | | 1629    |            |
| Denkmalgeschütztes Gebäude in Ober-Ramstadt, Hundertwasserallee 7 ehemaliges Röhr-Autowerk                           |                                      | Hundertwasserallee 7 LageFlur: 1, Flurstück: 1024/206         | |         |            |
| Denkmalgeschütztes Gebäude in Ober-Ramstadt, Leuschnerstraße 15                                                      |                                      | Leuschnerstraße 15 LageFlur: 1, Flurstück: 711/3              | |         |            |
| Denkmalgeschütztes Gebäude in Ober-Ramstadt, Leuschnerstraße 31                                                      |                                      | Leuschnerstraße 31 LageFlur: 1, Flurstück: 745/1              | |         |            |
| Denkmalgeschütztes Gebäude in Ober-Ramstadt, Leuschnerstraße 76                                                      |                                      | Leuschnerstraße 76 LageFlur: 42, Flurstück: 91/14             | |         |            |
| Denkmalgeschütztes Gebäude in Ober-Ramstadt, Leuschnerstraße 78                                                      |                                      | Leuschnerstraße 78 LageFlur: 42, Flurstück: 91/15             | |         |            |
| Denkmalgeschütztes Gebäude in Ober-Ramstadt, Neugasse 4                                                              | Wohnhaus                             | Neugasse 4 LageFlur: 1, Flurstück: 62/2                       | Ehemalige Henkel'sche Wirtschaft. |         |            |
| Denkmalgeschütztes Gebäude in Ober-Ramstadt, Nieder Ramstädter Str 4                                                 |                                      | Nieder-Ramstädter-Straße 4 LageFlur: 35, Flurstück: 145/15    | |         |            |
| Denkmalgeschütztes Gebäude in Ober-Ramstadt, Nieder Ramstädter Str 18 Vorderhaus                                     |                                      | Nieder-Ramstädter-Straße 18 LageFlur: 35, Flurstück: 135/9    | |         |            |
| Denkmalgeschütztes Gebäude in Ober-Ramstadt, Nieder Ramstädter Str 18a Gartenpavillon                                |                                      | Nieder-Ramstädter-Straße 18 LageFlur: 35, Flurstück: 135/9    | |         |            |
| Denkmalgeschütztes Gebäude in Ober-Ramstadt, Nieder Ramstädter Str 18 Hinterhaus                                     |                                      | Nieder-Ramstädter-Straße 18a LageFlur: 35, Flurstück: 135/8   | |         |            |
| Denkmalgeschützte Villa in Ober-Ramstadt, Nieder Ramstädter Str 33                                                   | Villa                                | Nieder-Ramstädter-Straße 33 LageFlur: 1, Flurstück: 155/4     | |         |            |
| weitere Bilder | Evangelische Kirche                  | Prälat-Diehl-Straße 14 LageFlur: 1, Flurstück: 684/1          | |         |            |
| Historische Gräber auf dem Friedhof in Ober-Ramstadt, Prälat-Diehl-Straße 14                                         | Friedhof mit historischen Grabmälern | Prälat-Diehl-Straße 14 LageFlur: 1, Flurstück: 684/1          | |         |            |
| weitere Bilder | Altes Rathaus                        | Prälat-Diehl-Straße 18 LageFlur: 1, Flurstück: 682/1          | 1732 von Pfarrer Johann Conrad Lichtenberg gebaut, später als Rathaus genutzt. Das Gebäude wird heute als Museum genutzt. Geburtshaus von Georg Christoph Lichtenberg. | 1732    |            |
| Denkmalgeschütztes ehem. Wachhäuschen neben dem Rathaus in Ober-Ramstadt,Prälat-Diehl-Straße 20                      | Ehemaliges Wachhäuschen              | Prälat-Diehl-Straße 20 LageFlur: 1, Flurstück: 682/1          | |         |            |
| Ober-Ramstadt Schafgrabengasse 35                                                                                    | Wohnhaus                             | Schafgrabengasse 35 LageFlur: 1, Flurstück: 341               | |         |            |
| Denkmalgeschütztes Nebengebäude in Ober-Ramstadt,Schafgrabengasse 35                                                 | Nebengebäude                         | Schafgrabengasse 35 LageFlur: 1, Flurstück: 341               | |         |            |
| Denkmalgeschütztes Gebäude in Ober-Ramstadt, Schulstraße 13                                                          |                                      | Schulstraße 13 LageFlur: 1, Flurstück: 249                    | |         |            |
| Denkmalgeschützte Hofreite - Haupthaus in Ober-Ramstadt, Sonngasse 4-6                                               | Hofreite, Wohnhaus                   | Sonngasse 4/6 LageFlur: 1, Flurstück: 539, 538                | |         |            |
| Denkmalgeschützte Hofreite - südöstliches Nebengebäude in Ober-Ramstadt, Sonngasse 4-6                               | Hofreite, südöstliches Nebengebäude  | Sonngasse 4/6 LageFlur: 1, Flurstück: 539, 538                | |         |            |
| Denkmalgeschützte Hofreite - nördliches Nebengebäude in Ober-Ramstadt, Sonngasse 4/6                                 | Hofreite, nördliches Nebengebäude    | Sonngasse 4/6 LageFlur: 1, Flurstück: 539, 538                | |         |            |
| Historischer Kilometerstein in einer langgezogenen Rechtskurve an der Straße von Ober-Ramstadt nach Roßdorf (L 3104) | Kilometerstein                       | außerhalb der Ortslage LageFlur: 22, Flurstück: 2/7           | Meilensteine in der Region Starkenburg. In: Der Odenwald, Zeitschrift des Breuberg-Bundes, 1978, Heft 2, S. 67 und 1981, Heft 1, S. 17.                                |         |            |

### Hahn
| Bild                           | Bezeichnung                    | Lage                                               | Beschreibung | Bauzeit | Objekt-Nr. |
| ------------------------------ | ------------------------------ | -------------------------------------------------- | ------------ | ------- | ---------- |
| Gesamtanlage Reinheimer Straße | Gesamtanlage Reinheimer Straße | Reinheimer Straße 20–26 Lage                       |              |         |            |
| Hofanlage                      | Hofanlage                      | Reinheimer Straße 24 LageFlur: 2, Flurstück: 145/1 |              |         |            |

### Nieder-Modau
| Bild                                                                                  | Bezeichnung                 | Lage                                             | Beschreibung | Bauzeit           | Objekt-Nr. |
| ------------------------------------------------------------------------------------- | --------------------------- | ------------------------------------------------ | --- | ----------------- | ---------- |
| Direkt Bild zu diesem Denkmal hochladen                                               | Gesamtanlage Odenwaldstraße | Koordinaten fehlen! Hilf mit.                    | |                   |            |
| Hofreite                                                                              | Hofreite                    | Jägergasse 8 LageFlur: 1, Flurstück: 2/1         | |                   |            |
| Hofanlage, Wohnhaus                                                                   | Hofanlage, Wohnhaus         | Kirchstraße 1 LageFlur: 1, Flurstück: 80/1       | Gut erhaltene große Hofreite aus der zweiten Hälfte des 19. Jahrhunderts mit Wohnhaus, Nebengebäuden und Toreinfahrt. |                   |            |
| Direkt Bild zu diesem Denkmal hochladen                                               | Gesamtanlage Kirchstraße    | Koordinaten fehlen! Hilf mit.                    | |                   |            |
| Alte Bürgermeisterei                                                                  | Alte Bürgermeisterei        | Kirchstraße 26 LageFlur: 1, Flurstück: 11        | |                   |            |
| Pfarrhaus                                                                             | Pfarrhaus                   | Kirchstraße 35 LageFlur: 1, Flurstück: 38        | |                   |            |
| weitere Bilder                                                                        | Evangelische Kirche         | Kirchstraße 37 LageFlur: 1, Flurstück: 38        | |                   |            |
|                                                                                       |                             | Kirchstraße 38 LageFlur: 1, Flurstück: 16/1      | |                   |            |
| Wohnhaus                                                                              | Wohnhaus                    | Kirchstraße 39 LageFlur: 1, Flurstück: 37/3      | |                   |            |
| Denkmalgeschütztes Gebäude in Ober-Ramstadt, Ortsteil Nieder-Modau, Kirchstraße 49    | Wohnhaus                    | Kirchstraße 49 LageFlur: 1, Flurstück: 75/1      | |                   |            |
| Alte Schloßmühle                                                                      | Alte Schloßmühle            | Odenwaldstraße 2 LageFlur: 1, Flurstück: 8/3     | Die Alte Schlossmühle (auch: „Schlossmühle“) in Nieder-Modau iliegt in unmittelbarer Nähe der Neuen Schlossmühle aufwärts der Modau. Die Mühlen lagen vor der Eingemeindung von Modau am 1. Januar 1977 zu Ober-Ramstadt in zwei unabhängigen Gemeinden und sind auch heute noch voneinander unabhängig (bis auf den Bachlauf der Modau). | 12. Jahrhundert   |            |
| Wohnhaus                                                                              | Wohnhaus                    | Odenwaldstraße 53 LageFlur: 1, Flurstück: 92     | Eingeschossiges giebelständiges Fachwerkhaus | um 1800           |            |
| Wohnhaus                                                                              | Wohnhaus                    | Odenwaldstraße 59 LageFlur: 1, Flurstück: 89     | Zweigeschossiges giebelständiges Fachwerkhaus | 2. Hälfte 18. Jh. |            |
| Denkmalgeschütztes Gebäude in Ober-Ramstadt, Ortsteil Nieder-Modau, Odenwaldstraß4 61 | Wohnhaus                    | Odenwaldstraße 61 LageFlur: 1, Flurstück: 88     | Zweigeschossiges giebelständiges Fachwerkhaus |                   |            |
| Wohnhaus                                                                              | Wohnhaus                    | Odenwaldstraße 133 LageFlur: 1, Flurstück: 119   | | 1938              |            |
| Grabmale auf dem Friedhof                                                             | Grabmale auf dem Friedhof   | Odenwaldstraße LageFlur: 1, Flurstück: 112/1     | |                   |            |
| Wohn- und Geschäftshaus                                                               | Wohn- und Geschäftshaus     | Odenwaldstraße 146 LageFlur: 1, Flurstück: 101/2 | | 1920er Jahre      |            |

### Ober-Modau
| Bild | Bezeichnung             | Lage                                             | Beschreibung | Bauzeit | Objekt-Nr. |
| --- | ----------------------- | ------------------------------------------------ | ------------ | ------- | ---------- |
| Gesamtanlage Ober-Modau                                                                                     | Gesamtanlage Ober-Modau | Koordinaten fehlen! Hilf mit.                    |              |         |            |
| Denkmalgeschütztes Gebäude (ehem. Rathaus/Schule) in Ober-Ramstadt, Ortsteil Ober-Modau, Odenwaldstraße 194 | Alte Schule / Rathaus   | Odenwaldstraße 194 LageFlur: 1, Flurstück: 59    |              |         |            |
| Denkmalgeschütztes Gebäude in Ober-Ramstadt, Ortsteil Ober-Modau, Odenwaldstraße 197                        | Wohnhaus                | Odenwaldstraße 197 LageFlur: 1, Flurstück: 131   |              |         |            |
| Denkmalgeschütztes Gebäude in Ober-Ramstadt, Ortsteil Ober-Modau, Odenwaldstraße 199                        | Wohnhaus                | Odenwaldstraße 199 LageFlur: 1, Flurstück: 132/1 |              |         |            |

### Rohrbach
| Bild                                                                                       | Bezeichnung                                   | Lage                                               | Beschreibung | Bauzeit       | Objekt-Nr. |
| ------------------------------------------------------------------------------------------ | --------------------------------------------- | -------------------------------------------------- | ------------ | ------------- | ---------- |
| Bild gesucht BW                                                                            | Gesamtanlage Rohrbach                         | Lage                                               |              |               |            |
| weitere Bilder                                                                             | Reformierte Pfarrkirche der Waldensergemeinde | Pragelatorstraße 114 LageFlur: 1, Flurstück: 1, 2  |              | 1767          |            |
| Wohnhaus                                                                                   | Wohnhaus                                      | Rodauer Straße 46 LageFlur: 1, Flurstück: 24/3     |              | um 1730       |            |
| Historischer Wegweiserstein, Angaben verwittert, nicht mehr lesbar/vorhanden an der L 3106 | Wegweiserstein                                | außerhalb der Ortslage LageFlur: 9, Flurstück: 161 |              | Mitte 19. Jh. |            |

### Wembach
| Bild | Bezeichnung                                    | Lage                                               | Beschreibung                                                      | Bauzeit        | Objekt-Nr. |
| --- | ---------------------------------------------- | -------------------------------------------------- | ----------------------------------------------------------------- | -------------- | ---------- |
| Direkt Bild zu diesem Denkmal hochladen | Gesamtanlage Wembach                           | Koordinaten fehlen! Hilf mit.                      |                                                                   |                |            |
| Wohnhaus | Wohnhaus                                       | Pragelatorstraße 5 LageFlur: 1, Flurstück: 132     |                                                                   | um 1745        |            |
| Bild gesucht BW | Nebengebäude                                   | Pragelatorstraße 10 LageFlur: 1, Flurstück: 82     |                                                                   |                |            |
| weitere Bilder | Reformierte Filialkirche der Waldensergemeinde | Pragelatorstraße 16 LageFlur: 1, Flurstück: 92/1   |                                                                   |                |            |
| Wohnhaus | Wohnhaus                                       | Pragelatorstraße 20 LageFlur: 1, Flurstück: 98/3   | Eingeschossiges Waldenserhaus, Fachwerk auf hohem massivem Sockel | 1797           |            |
| Ehemalige Pfannenmühle | Ehemalige Pfannenmühle                         | Schloßstraße 6 LageFlur: 1, Flurstück: 140/3       |                                                                   | Anfang 19. Jh. |            |
| |                                                | Schloßstraße 19 LageFlur: 1, Flurstück: 161/5      |                                                                   |                |            |
| Historischer Wegweiserstein, Angaben verwittert, nicht mehr lesbar/vorhanden direkt an der L3477 auf der Bergkuppe zwischen Wembach und Groß-Bieberau | Wegweiserstein                                 | außerhalb der Ortslage LageFlur: 6, Flurstück: 3/2 |                                                                   | Mitte 19. Jh.  |            |

## Abgegangene Kulturdenkmäler
| Bild                                    | Bezeichnung        | Lage                                                  | Beschreibung | Bauzeit | Objekt-Nr. |
| --------------------------------------- | ------------------ | ----------------------------------------------------- | ------------ | ------- | ---------- |
| Direkt Bild zu diesem Denkmal hochladen | Hofreite, Wohnhaus | Ober-Ramstadt, Entengasse 2 Flur: 1, Flurstück: 523/1 |              |         |            |
| Direkt Bild zu diesem Denkmal hochladen | Wohnhaus           | Ober-Ramstadt, Entengasse 5 Flur: 1, Flurstück: 493/1 |              |         |            |
| Direkt Bild zu diesem Denkmal hochladen | Wohnhaus           | Ober-Ramstadt, Hammergasse 2 Flur: 1, Flurstück: 411  |              |         |            |
| Direkt Bild zu diesem Denkmal hochladen | Wohnhaus           | Ober-Ramstadt, Jägergasse 3 Flur: 1, Flurstück: 399/4 |              |         |            |